# 库维利亚斯德圣马尔塔
库维利亚斯德圣马尔塔，是西班牙卡斯蒂利亚-莱昂巴利亚多利德省的一个市镇。总面积24平方公里，总人口278人（2001年），人口密度12人/平方公里。